# Chantal Achterberg
Chantal Achterberg, nizozemska veslačica, * 16. april 1985, Vlaardingen.